# Walter Kirchschläger
Walter Kirchschläger (* 27. April 1947 in Kamegg/Niederösterreich) ist ein österreichischer römisch-katholischer Theologe und Philosoph.

## Leben
Kirchschläger ist der Sohn des österreichischen Diplomaten, Außenministers und Bundespräsidenten Rudolf Kirchschläger und dessen Ehefrau Herma. Er wuchs in Kamegg,  Langenlois und Wien auf, wo er auch maturierte. Er studierte Theologie und Philosophie an der Päpstlichen Universität Gregoriana und an der Universität Wien. 1970 bis 1973 war er Sekretär des Wiener Erzbischofs Kardinal Franz König. 1972 wurde er mit einer Dissertation zu Der Satan der Evangelien als Versucher an der Katholisch-Theologischen Fakultät der Universität Wien promoviert. Er war Assistent bei Jacob Kremer und wurde 1981 in Wien für Exegese des Neuen Testaments habilitiert. Im gleichen Jahr erhielt er den Kardinal-Innitzer-Preis. Von 1980 bis 1982 leitete er die Wiener Theologischen Kurse und den Fernkurs für theologische Bildung.
Kirchschläger war von 1982 bis zu seiner Emeritierung 2012 ordentlicher Professor für Exegese des Neuen Testaments an der Theologischen Fakultät Luzern. Von 1986 bis 1990 war er Studienpräfekt, von 1990 bis 1993 Rektor der Theologischen Fakultät Luzern, die unter seiner Amtszeit zur Hochschule Luzern mit zwei Fakultäten (Theologie, Geisteswissenschaften) umstrukturiert wurde. Von 1997 bis 2000 leitete er als Rektor die Hochschule Luzern, von 2000 bis 2001 war er Gründungsrektor der Universität Luzern. 2011 unterzeichnete Kirchschläger das Memorandum Kirche 2011: Ein notwendiger Aufbruch.
Kirchschläger ist seit 1970 verheiratet mit Heidi Kirchschläger, geb. Demuth, und hat vier Kinder.

## Auszeichnungen
- 1981: Kardinal-Innitzer-Förderungspreis für Theologie
- 2008: Ehrenmitglied der Freunde der Theologischen Kurse[2]
- 2011: Herbert-Haag-Preis
- 2012: Ehrensenator der Universität Luzern
- 2023: Goldenes Doktordiplom der Katholisch-Theologischen Fakultät der Universität Wien[3]

## Werke (Auswahl)
- Die Evangelien vorgestellt. Österreichisches Katholisches Bibelwerk, Klosterneuburg 1980, ISBN 3-85396-040-5
- Grundkurs Bibel – Altes Testament. Katholisches Bibelwerk, Stuttgart 2002, ISBN 3-7867-8421-3
- Grundkurs Bibel – Neues Testament. Katholisches Bibelwerk, Stuttgart 2002, ISBN 3-7867-8422-1
- Kleine Einführung in das Neue Testament. Katholisches Bibelwerk, Stuttgart 2012, ISBN 978-3-460-33072-6